# Sărulești-Gară
Sărulești-Gară – wieś w Rumunii, w okręgu Călărași, w gminie Sărulești. W 2011 roku liczyła 1650 mieszkańców.